# VC-1
VC-1 (он же WMV9) — стандарт видеокодека, изначально разработанного Microsoft[прояснить]; часто рассматривается как альтернатива кодеку H.264. Был выпущен 3 апреля 2006 года. На данный момент — поддерживаемый стандарт для HD-DVD и Blu-Ray.
Одно из достоинств стандарта — поддержка работы с чересстрочной разверткой без преобразования в прогрессивную, что должно быть потенциально привлекательно для использования его в широковещательных сетях.
VC-1 является официальным кодеком для игровой приставки Xbox 360 от самой Microsoft.
FFmpeg включает в себя бесплатную версию декодера VC-1.

## Семейство кодеков от Microsoft
Спецификация VC-1 включает в себя три кодека, имеющих различные коды FourCC.

### WMV3
Windows Media Video 9 (WMV3), разработанный до введения VC-1, соответствует профилям Simple и Main VC-1, что делает видеопотоки WMV3 полностью совместимыми с VC-1. При кодировании видео с прогрессивной и чересстрочной разверткой используются разные цветовые пространства — YUV 4.2.0, и менее распространенный YUV 4.1.1 соответственно. Кодек поддерживает сжатие с переменным битрейтом.
Были выпущены фильмы в высоком разрешении в формате, получившим название WMV HD, который является WMV3 Main Profile @ High Level.

### WMVA
По сути, WMVA является предшественником WVC1 и соответствует профилю Advanced для кодирования с высокими битрейтами. Он был выпущен вместе с Windows Media Player 10 и Windows Media Format SDK 9.5. Существуют некоторые различия между WMVA и WVC1, в результате чего они перехватываются разными декодерами.

### WVC1
В рамках VC-1 профиль Advanced подразумевает использование именно WVC1. Этот декодер поставляется вместе с Windows Media Player 11.

## Битрейтыиразрешения
| \| Профиль (Profile) \| Уровень (Level) \| Максимальный битрейт \| Разрешение / фреймрейт \| \| ----------------- \| --------------- \| -------------------- \| ------------------------------------------------------------------ \| \| Simple \| Low \| 96 kbit/s \| 176×144 / 15 (QCIF) \| \| Simple \| Medium \| 384 kbit/s \| 240×176 / 30 352×288 / 15 (CIF) \| \| Main \| Low \| 2 Mbit/s \| 320×240 / 24 (QVGA) \| \| Main \| Medium \| 10 Mbit/s \| 720×480 / 30 (NTSC-SD) 720×576 / 25 (PAL-SD) \| \| Main \| High \| 20 Mbit/s \| 1920×1080 / 30 (1080p) \| \| Advanced \| L0 \| 2 Mbit/s \| 352×288 / 30 (CIF) \| \| Advanced \| L1 \| 10 Mbit/s \| 720×480 / 30 (NTSC-SD) 720×576 / 25 (PAL-SD) \| \| Advanced \| L2 \| 20 Mbit/s \| 720×480 / 60 (480p) 1280×720 / 30 (720p) \| \| Advanced \| L3 \| 45 Mbit/s \| 1920×1080 / 24 (1080p) 1920×1080 / 30 (1080i) 1280×720 / 60 (720p) \| \| Advanced \| L4 \| 135 Mbit/s \| 1920×1080 / 60 (1080p) 2048×1536 / 24 \| | [ 1 ]           |                      |                                                                    |
| Профиль (Profile) | Уровень (Level) | Максимальный битрейт | Разрешение / фреймрейт                                             |
| Simple | Low             | 96 kbit/s            | 176×144 / 15 (QCIF)                                                |
| Simple | Medium          | 384 kbit/s           | 240×176 / 30 352×288 / 15 (CIF)                                    |
| Main | Low             | 2 Mbit/s             | 320×240 / 24 (QVGA)                                                |
| Main | Medium          | 10 Mbit/s            | 720×480 / 30 (NTSC-SD) 720×576 / 25 (PAL-SD)                       |
| Main | High            | 20 Mbit/s            | 1920×1080 / 30 (1080p)                                             |
| Advanced | L0              | 2 Mbit/s             | 352×288 / 30 (CIF)                                                 |
| Advanced | L1              | 10 Mbit/s            | 720×480 / 30 (NTSC-SD) 720×576 / 25 (PAL-SD)                       |
| Advanced | L2              | 20 Mbit/s            | 720×480 / 60 (480p) 1280×720 / 30 (720p)                           |
| Advanced | L3              | 45 Mbit/s            | 1920×1080 / 24 (1080p) 1920×1080 / 30 (1080i) 1280×720 / 60 (720p) |
| Advanced | L4              | 135 Mbit/s           | 1920×1080 / 60 (1080p) 2048×1536 / 24                              |